# ماريا لويس ألبوكيركيه
ماريا لويس كازانوفا مورغادو دياس دي ألبوكيركي (بالبرتغالية: Maria Luís Casanova Morgado Dias de Albuquerque‏) هي سياسية برتغالية من مواليد 16 سبتمبر 1967. شغلت منصب وزير المالية بين عامي 2013 و2015. كما شغلت منصب المفوض الأوروبي للخدمات المالية واتحاد الادخار والاستثمارات ضمن مفوضية فون دير لاين الثانية.